# Ad5-nCoV
Ad5-nCoV, de nome comercial Convidecia ou PakVak, é uma vacina contra COVID-19 de dose única desenvolvida pela chinesa CanSino Biologics que utiliza o adenovírus tipo 5 (Ad5) como vetor viral não replicante. Possui rota de administração intramuscular e, possivelmente, nasal, podendo ser armazenada em refrigeradores comuns. Devido a algumas dessas características, é uma vacina que muito se assemelha a Ad26.COV2.S da Janssen-Cilag.
O imunizante vem sendo testado em estudos de fase III em 40 000 voluntários espelhados pela Arábia Saudita, Argentina, Chile, México, Paquistão e Rússia. Em fevereiro de 2021, uma análise interina global da pesquisa de fase III envolvendo 101 casos demonstrou que a vacina possui uma eficácia de 66% na prevenção de sintomas moderados e 90.98% na prevenção de sintomas graves. Mostrando-se eficaz, a China produzirá até 500 milhões de doses da Convidecia.

## Pesquisa clínica

### Fases I e II
Desde o final de janeiro de 2020, o biomédico Chen Wei liderou um time formado pelo Instituto de Biotecnologia, a Academia de Ciências Médicas Militares e a CanSino Biologics no desenvolvimento da Ad5-nCoV. De acordo com a mídia estatal chinesa, o time registrou uma vacina experimental contra COVID-19 para testes de fase I no dia 17 de março de 2020 para checar sua segurança. O estudo foi conduzido em 108 adultos saudáveis com idades entre 18 e 60 anos na cidade de Wuhan.
Em abril, a Convidecia se tornou a primeira candidata a vacina contra COVID-19 no mundo a começar a fase II de testes. Os resultados dos testes desta fase foram publicados na The Lancet no dia 20 de julho de 2020 e foram obtidos da resposta de 508 voluntários à vacina, que se mostrou segura e capaz de induzir seroconversão de anticorpos neutralizantes em 47% e 59% dos participantes, dependendo da dosagem que receberam, 28 dias após serem inoculados. Em 24 de setembro, testes de fase IIb se inciaram em 481 participantes com idades entre 6 e 17 anos e idosos. Testes de fase II também ocorreriam no Canadá ainda no primeiro semestre, mas foram cancelados em agosto após a alfândega chinesa recusar o envio de doses necessárias para o estudo ao país da América do Norte.

#### Testes de um spray nasal
Em setembro, a CanSino começou testes de fase I na China envolvendo 144 voluntários adultos para determinar a segurança e imunogenicidade da vacina administrada por via nasal.

### Fase III

#### Ásia
Em agosto, a Arábia Saudita confirmou que começaria testes de fase III do imunizante em 5 000 participantes. Em setembro, a farmacêutica Petrovax da Rússia iniciou os testes envolvendo 500 participantes, número pequeno que depois veio a subir para 8 000 voluntários. No mesmo mês, o Paquistão começou o estudo de fase III, contando em dezembro com algo em torno de 13 000 voluntários.

#### América Latina
Em outubro, o México recebeu a primeira partida de vacinas para começar os testes envolvendo de 10 000 a 15 000 voluntários, que começaram a ser inoculados na primeira semana do mês seguinte. Em novembro, o Chile começou o estudo com 5 200 voluntários e, em dezembro, a Argentina também iniciou os testes do imunizante.

## Produção
Em fevereiro de 2021, Chen Wei (líder do desenvolvimento da Ad5-nCoV) disse que a produção anual do imunizante na China poderia alcançar 500 milhões de doses. A farmacêutica Petrovax disse em setembro que, caso o imunizante seja aprovado na Rússia, poderia produzir 10 milhões de doses da vacina por mês em 2021.

## Comercialização e distribuição

### Ásia
Em junho de 2020, a China aprovou a Convidecia para uso limitado pelo exército. Em fevereiro de 2021, a vacina foi aprovada para uso geral no país.
Em setembro, a companhia Solution Biologics da Malásia assinou um acordo para o registro e comercialização do imunizante no país. No começo de fevereiro de 2021, a companhia se comprometeu a fornecer 3.5 milhões de doses ao governo. Em janeiro de 2021, a CanSino ofereceu 20 milhões de doses ao Paquistão, que acabou por aprovar o uso emergencial da Ad5-nCoV em 12 de fevereiro.

### América Latina
Em dezembro, o Ministro das Relações Exteriores do México assinou um acordo com a CanSino para 35 milhões de doses da vacina. Em 10 de fevereiro, a agência reguladora do país aprovou a Convidecia para uso emergencial. Ainda no mesmo mês, o México recebeu o IFA, Insumo Farmacêutico Ativo, para a produção de 2 milhões de doses e, até março, deve receber um total de 8 milhões de doses.